# Gmina Borovnica
Gmina Borovnica (słoweń.: Občina Borovnica) – gmina w Słowenii, 20 km na południowy zachód od Lublany. W 2002 roku liczyła 3800 mieszkańców.

## Miejscowości
Miejscowości wchodzące w skład gminy Borovnica:

- Borovnica – siedziba gminy
- Breg pri Borovnici
- Brezovica pri Borovnici
- Dol pri Borovnici
- Dražica
- Laze pri Borovnici
- Lašče
- Niževec
- Ohonica
- Pako
- Pristava
- Zabočevo